# Lucio Dávila
Coronel 'Lucio Dávila Rumayor fue un agricultor del Estado de Coahuila, que dejó comodidades para incorporarse al movimiento Revolucionario, ingresó al Ejército Mexicano, confiriéndole Don Venustiano Carranza, el cargo de Teniente y lo destinó a su Estado Mayor como Oficial de Órdenes. Combatió en Candela, Monclova, Saltillo, Torreón y acompañó al Señor Carranza en su larga travesía por los Estados de Durango, Chihuahua, Sinaloa, Sonora, Coahuila y Nuevo León, para marchar más tarde a la Capital de la República con el respaldo de 70000 hombres. Fue firmante del Plan de Guadalupe, manifiesto que la historia de México conserva, como un ejemplo al ánimo resuelto; luego, de que 67 hombres se levantaron en armas en contra del General Victoriano Huerta, quien mandó asesinar al Presidente electo Francisco I Madero, quien le había confiado la legalidad de su gobierno. Electo Presidente Constitucional de los Estados Unidos Mexicanos, Don Venustiano Carranza, designó al Coronel Lucio Dávila Rumayor, miembro de su Estado Mayor, quien continuó con Don Venustiano hasta el desastre de Aljibes, en donde el propio Presidente le ordenó garantizar su retirada, el Coronel garantizó su retirada y en el cumplimiento de su deber fue hecho prisionero, lo que lo llevó a seguir la suerte de los condenados. Primero fue conducido al penal de Santiago, Tlaltelolco, y aunque estuvo por muy breve tiempo, no llevó ningún juicio ni le formularon cargo alguno, en el penal se enteró por los periódicos del asesinato de Don Venustiano Carranza en Tlaxcalaltongo. Ya en libertad se le dio de baja del ejército mexicano de manera contraria a las leyes del fuero de guerra, y luego con la fuerza que da el número y no la razón fue acosado, perseguido y secuestrado, para finalmente despojado de todos sus bienes. El Coronel estuvo siempre a las órdenes de Don Venustiano Carranza, lo que lo llevó a enfrentar fuertes peligros y resistir fuertes embates, por el temple que mostró y su extraordinario carácter, la Secretaría de la Defensa Nacional, lo condecoró y le otorgó las medallas al mérito Revolucionario y al Mérito a la Lealtad y lo ingresó al Cuadro de Honor de la Legión de Honor Mexicana. El Gobierno del Estado de Coahuila, hizo lo propio y dentro de sus anales lo conservan como uno de sus Hombres Ilustres. 